# L'Albir
L'Albir és el nucli de població més habitat del municipi de l'Alfàs del Pi, amb 18.394 habitants (2017). Està situat a la comarca de la Marina Baixa, província d'Alacant, al País Valencià. Està confinant amb la Serra Gelada i alhora amb Benidorm. La seua població viu pràcticament només del turisme de la zona. En l'Albir es troba la Platja de l'Albir, dotada de bandera blava, una platja exclusivament composta per pedres i grava. En aquesta zona també predominen els penya-segats i algun d'ells superen els 300 m de desnivell. L'Albir està a una mitjana de 76 m d'altitud, encara que la seua zona baixa és de 0 m (nivell de la mar), i la seua zona més alta supera els 160 m (Serra Gelada). L'Albir es troba a 2.5 km del centre de l'Alfàs del Pi i a 2 km d'Altea. Ha sofert un gran augment de població, com pràcticament tots els municipis de la zona. L'any 2010 tenia 9611 habitants, dels quals, 4801 són hòmens i 4810 són dones. També la localitat té un alt índex de població estrangera: s'estima que el 53% de la població de l'Albir no és d'origen espanyol. Per primera vegada l'Albir supera en l'INE de 2013 els 10000 habitants, sent 5011 hòmens i 5014 dones, ocorrent el contrari en l'INE de 2014 que torna a baixar d'aquesta xifra, concretament quedant-se en 9505 veïns.

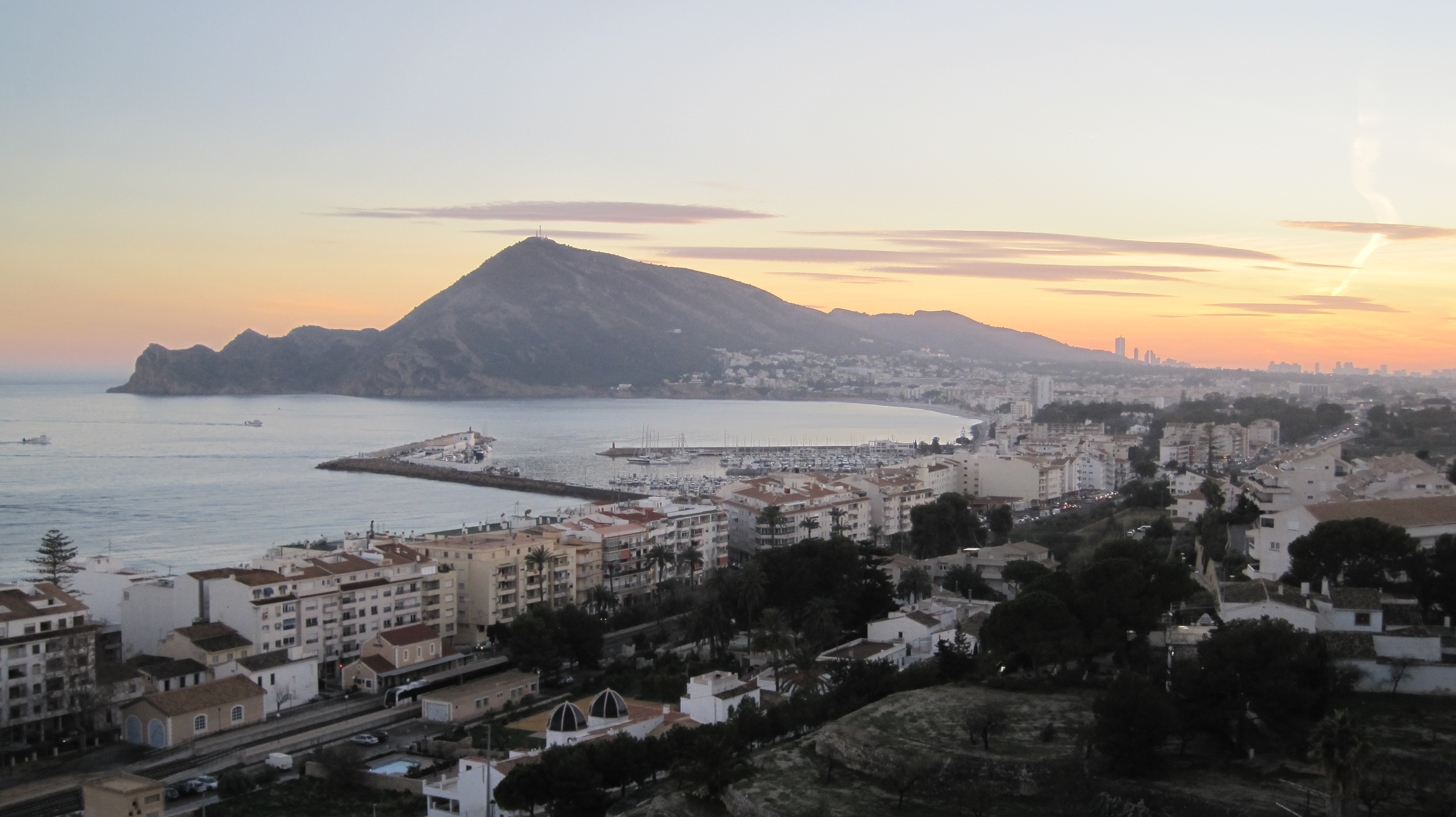
Vista de l'Albir des del casc antic d'Altea, al fons els gratacels de Benidorm

| Gràfica d'evolució demogràfica de L'Albir entre 1900 i 2020 |
|                                                             |